# KYTV
KYTV és una comèdia de televisió britànica sobre un emissora de televisió fictícia. Es va emetre a BBC2 de 1989 a 1993, i satiritzava la televisió per satèl·lit al Regne Unit d'aquell moment.

## Història
L'espectacle era, en efecte, la versió televisiva de Radio Active, que va parodiar les estacions de ràdio locals, i era desenvolupada pel mateix equip.
Va ser escrita per Angus Deayton i Geoffrey Perkins, produïdap er Jamie Rix, dirigida per John Kilby i John Stroud, i amb música de Philip Pope. La majoria dels guions dels programes que ja s'havia emès a Radio Active.
Els cinc actors principals realitzaven ells sols tots els papers, algun múltiple, altres en una sola ocasió. Els seus personatges principals com a presentadors van ser:
- Angus Deayton - Mike Channel
- Helen Atkinson-Wood - Anna Daptor
- Michael Fenton Stevens - Martin Brown
- Geoffrey Perkins - Mike Flex
- Philip Pope simplement The Continuity Announcer (no anomenat)

L'episodi pilot fou emès el 12 de maig de 1989, i el 3 de maig de 1990 va començar una temporada de sis programes. El 17 de març de 1992 es va emetre una segona temporada de sis programes, i entre el 17 de setembre i el 22 d'octubre de 1993 una temporada final de sis episodis més, a més de l'addicional especial Children in Need, fent un total de 19 episodis.
El 1992, la sèrie va guanyar la Rosa de Plata i el Premi Especial de la Ciutat de Montreux al Festival Rose d'Or per a l'episodi "Good Morning Calais". Al comentari del DVD per The Micallef Programme, l'autor principal i intèrpret Shaun Micallef cita la sèrie com d'inspiració per al format del seu programa.

## Format
KYTV combina esquetxos i varietats d'elements irreverents (com rutines de cant i dansa) amb una sàtira de base àmplia de la percepció del públic sobre la televisió per satèl·lit del Regne Unit, la de l'empresari oportunista que produeix barat, televisió de baixa qualitat per tal d'explotar els espectadors.
KYTV era una fictícia estació de televisió per satèl·lit de baix pressupost que porta el nom del seu propietari Sir Kenneth Yellowhammer, i té una semblança sospitosa amb Sky Television.
A la segona temporada KYTV es va fusionar amb la fictícia "BSE Television", igual que Sky es va fusionar amb BSB. El nou nom de canal era també KYTV, composta a partir de les dues primeres lletres de KYTV i les dues últimes de BSETV. La tercera temporada va oferir paròdies dels primers logos de Carlton Television.
A cada episodi apareix un tema central (per exemple, un setge terrorista, l'Eurotúnel, o un drama d'època) al voltant de la qual podrien girar els esquetxos. A més s'hi inclouen elements còmics:
- mal funcionament dels equips
- canals d'informació contínua amb poc contingut o anàlisi
- espectacles sensacionalistes i ximples (Assassinat, cruent assassinat, arribant just després de la pausa. Digues-ho als teus veïns)
- personal mal remunerat, incompetent i aficionat
- fastuoses "seqüències d'aparador" en comparació amb seqüències de visió ràpida o de conjunts inacabats
- infinites repeticions de programes importats o antics (i per tant barats) com un intent d'omplir els buits de temps d'emissió
- intrusions comercials implacables, inclosos els endolls per als canals de compra ("Per cert, Mike, és una corbata molt intel·ligent la que portes!" "Sí, i només costa 18,99 € a Sofa Shop!" ')

Una secció habitual era "Mike Flex's Master Quiz", en què els concursants normalment havien de respondre a una pregunta per guanyar "un château al Loira". Mike Flex sempre aconsegueix plantejar les preguntes de tal manera que ningú encertava mai la resposta. (Nom de la cançó: "Beatles, Yellow Submarine!" "Ho sento, era The Beatles, Yellow Submarine. Mala sort.")

## Episodis

### Pilot
- Siege Side Special (12 de maig de 1989)

### Temporada 1
- 1 - Launch (3 de maig de 1990)
- 2 - Big Fight Special (10 de maig de 1990)
- 3 - The Green Green Show (17 de maig de 1990)
- 4 - Those Fabulous War Years (24 de maig de 1990)
- 5 - It's a Royal Wedding (31 de maig de 1990)
- 6 - Challenge Anna (7 de juny de 1990)

La temporada 1 fou editada en DVD el 2006.

### Temporada 2
- 1 - KY Tellython (17 de març de 1992)
- 2 - God Alone Knows (24 de març de 1992)
- 3 - Good Morning Calais (31 de març de 1992)
- 4 - Crisis Special (7 d'abril de 1992)
- 5 - Speak For Yourself (14 d'abril de 1992)
- 6 - Talking Head (21 d'abril de 1992)

La temporada 2 fou editada en DVD el 2006.

### Temporada 3
- 1 - The Making of David Chizzlenut (17 de setembre de 1993)
- 2 - Those Sexciting Sixties (24 de setembre de 1993)
- 3 - Fly on the Walls (1 d'octubre de 1993)
- 4 - 2000 and Whither? (8 d'octubre de 1993)
- 5 - Hot Crimes (15 d'octubre de 1993)
- 6 - Get Away With You (22 d'octubre de 1993)

La temporada 3 havia de ser editada el gener de 2007 però no la van treure.